# Diocesi di Vescera
La diocesi di Vescera (in latino Dioecesis Vesceritana) è una sede soppressa e sede titolare della Chiesa cattolica.

## Storia
Vescera, identificabile con Biskra nell'odierna Algeria, è un'antica sede episcopale della provincia romana di Numidia.
Sono tre i vescovi noti di questa sede. Alla conferenza di Cartagine del 411, che vide riuniti assieme i vescovi cattolici e donatisti dell'Africa, parteciparono, per parte cattolica Optatus, e per parte donatista Fortunatus. Optato è documentato in altre occasioni, benché sempre indicato senza sede vescovile di appartenenza: sottoscrisse la lettera sinodale indirizzata ai donatisti dal concilio di Zerta il 14 giugno 412; è menzionato nel De correctione donatistarum (circa 416/417) di sant'Agostino; è menzionato nella lettera sinodale inviata nel 425 a papa Celestino I. Il vescovo Optato morì a Roma e fu sepolto nelle catacombe di San Callisto, dove è stato trovato il suo epitaffio.
Terzo vescovo noto di Vescera è Felice, il cui nome appare al 1º posto nella lista dei vescovi della Numidia convocati a Cartagine dal re vandalo Unerico nel 484; Felice, come tutti gli altri vescovi cattolici africani, fu condannato all'esilio.
Dal 1933 Vescera è annoverata tra le sedi vescovili titolari della Chiesa cattolica; dal 31 maggio 2016 il vescovo titolare è John Bosco Chang Shin-Ho, vescovo ausiliare di Daegu.

## Cronotassi

### Vescovi
- Optato † (prima del 411 - dopo il 425 ?)
  - Fortunato † (menzionato nel 411) (vescovo donatista)
- Felice † (menzionato nel 484)

### Vescovi titolari
- Louis-Georges-Firmin Demol, C.I.C.M. † (27 gennaio 1936 - 2 luglio 1969 deceduto)
- José Gustavo Ángel Ramírez, M.X.Y. † (19 giugno 1989 - 23 febbraio 2013 deceduto)
- John Bosco Chang Shin-Ho, dal 31 maggio 2016